# هوارد فريمان
هوارد فريمان (بالإنجليزية: Howard Freeman)‏ مواليد 9 ديسمبر 1899 في هيلينا، الولايات المتحدة - الوفاة 11 ديسمبر 1967 في نيويورك، نيويورك، الولايات المتحدة، هو ممثل أمريكي بدأ مسيرته الفنية سنة 1942.

## الأعمال
- الكوميديا الإنسانية
- مدام كوري
- بيت الأفعى
- ها قد أتى العروس

## روابط خارجية
- هوارد فريمان على موقع IMDb (الإنجليزية)
- هوارد فريمان على موقع ألو سيني (الفرنسية)
- هوارد فريمان على موقع أول موفي (الإنجليزية)
- هوارد فريمان على موقع قاعدة بيانات برودواي على الإنترنت (الإنجليزية)
- هوارد فريمان على موقع قاعدة بيانات الأفلام السويدية (السويدية)
- هوارد فريمان على موقع إن إن دي بي (الإنجليزية)
- هوارد فريمان على موقع قاعدة بيانات الفيلم (الإنجليزية)
- هوارد فريمان على موقع كينوبويسك (الروسية)